# Piero Sartogo
Piero Sartogo (Roma, 6 aprile 1934 – Roma, 11 marzo 2023) è stato un architetto italiano.

## Biografia

### Carriera
Dopo il tirocinio nello studio di Walter Gropius, nel 1971 realizzò a Roma la sede dell'Ordine dei medici, un edificio brutalista in vetro e cemento che gli valse subito la celebrità. Dal 1981 con Italian Re-Evolution - Il design degli anni ottanta, una esposizione itinerante ospitata in vari musei d'Europa e America, iniziò il percorso professionale con Nathalie Grenon che li portò a partecipare a vari eventi, fra cui l'Expo 1985 a Tsukuba, l'Expo 1992 a Siviglia, le Colombiadi del 1992, Imaginaire Scientifique al Parc de la Villette di Parigi, Telecom di Ginevra del 1991 e del 1994, Eureka d'Italie a Parigi e Madrid.

### Altre attività
Oltre all'attività progettuale, Sartogo pubblicò numerosi saggi e interventi critici su varie riviste fra cui Casabella e L'arca, il più celebre dei quali fu Immagine reale e virtuale pubblicato su Casabella in occasione della sua mostra personale presso l'Istituto nazionale di Architettura del 1977. Inoltre, insegnò per vari periodi come docente alla Facoltà di Architettura dell'Università degli Studi di Roma "La Sapienza" e come visiting professor presso l'Università della Virginia, la Cornell University, l'Università della Pennsylvania, l'Università della California e la Columbia University.

## Edifici principali
La coppia di date indica l'anno di inizio del progetto e a quello del completamento dell'edificio.
- 1968-1971, Sede dell'ordine dei medici, Roma in via G.B. de Rossi
- 1987 - Ristorante Toscana, New York
- 1988-1989, Negozio Bulgari, New York
- 1990, Negozio Bulgari, Tokyo
- 1993-2001, Ambasciata d'Italia, Washington
- 1994-1996, Banca di Roma, New York
- 1998-2006, Chiesa del Santo Volto di Gesù, Roma
- 1999-2002, David Lubin Memorial Library nella sede della FAO, Roma